# Suur Tõll

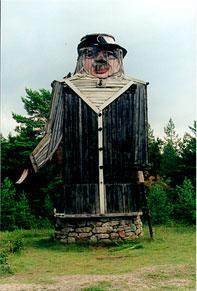
Ehemalige Windmühle als Suur Tõll

Der Suur Tõll („Der große Tõll“) ist in der estnischen Mythologie ein Riese von der estnischen Insel Saaremaa.

## Legende
Da verlässliche Zeugnisse über die estnische Mythologie fehlen, beruht die Geschichte vom Riesen Suur Tõll auf der Volksüberlieferung. Danach lebte er mit seiner Frau Piret im Dorf Tõlluste  auf der Insel Saaremaa. Mit großen Steinen warf er nach seinem Gegner, dem Vanatühi oder Vanapagan, der das Diabolische repräsentierte. Oft besuchte er zu Fuß seinen Bruder Leiger von der benachbarten Insel Hiiumaa.
Der Suur Tõll ist eine positive Gestalt der Mythologie. Er galt als hilfsbereit, wenn auch mit aufbrausendem Temperament. Er aß gerne Kohl, trank Bier und besuchte regelmäßig die traditionelle Sauna.
In der Volksüberlieferung wurde er am Ende von seinen Feinden geköpft. Der Suur Tõll steckte daraufhin seinen Kopf auf sein Schwert und ging selbst zu seinem Grab, das sich in der Nähe von Tõlluste befinden soll. Bei seinem Tod versprach er, bei Krieg wiederzukommen und den Bewohnern der Insel zu helfen.

## Etymologie
Die Herkunft des Namens Tõll ist ungeklärt. Manches deutet auf eine estnische Verballhornung des Namens der alteingesessenen adligen deutschbaltischen Familie von Toll hin. Einige Mitglieder der Familie sollen bis zu 2,10 m groß gewesen sein (umstritten).

## Nachwirken
Der Suur Tõll spielt im nationalen Bewusstsein Saaremaas eine bedeutende Rolle. 2002 schuf der estnische Bildhauer Tauno Kangro ein übermannsgroßes, schelmisches Denkmal für den Riesen und seine Frau an der Uferpromenade der Inselhauptstadt Kuressaare.
Der Suur Tõll diente auch als Inspiration für den 1980 in Tallinn hergestellten gleichnamigen Trickfilm. Der größte erhaltene Dampf-Eisbrecher der Welt (Vulcan-Werft Stettin, 1913) trägt heute den Namen Suur Tõll. Nach Suur Tõll und seiner Frau sowie Leiger und dessen Frau sind die vier Doppelendfähren des Typs LMG 150-DE benannt, die über den Moonsund verkehren.